# Норд, Лев Егорович
Лев Егорович Норд (14 (26) августа 1847, Санкт-Петербургская губерния, Российская империя — 19 (31) января 1894, Москва, Московская губерния, Российская империя) — русский военный и государственный деятель. Генерал-майор (1885), участник русско-турецкой войны 1877—1878 годов. Астраханский вице-губернатор (1885—1888), таврический вице-губернатор (1888—1889), уфимский губернатор (1889—1894). Кавалер орденов Святого Владимира, Святой Анны, Святого Станислава, а также иностранных наград.

## Биография
Лев Егорович Норд родился 14 августа 1847 года в Санкт-Петербургской губернии.
Из аристократической семьи; по мнению некоторых авторов — «из английских дворян». Отец — Егор Августович Норд, отставной штабс-ротмистр, помещик, владелец усадьбы «Беззаботная»; родился в Лондоне внебрачным сыном придворной-авантюристки Ольги Александровны, урождённой Зубовой, состоявшей в браке с камергером Александром Алексеевичем Жеребцовым. По утверждениям самой Жеребцовой, отцом Егора был принц Уэльский, будущий король Великобритании Георг IV; по другой версии — бывший британский посол в России лорд Чарльз Уитворт. В 1844 году Егор Августович Норд женился на Наталье Николаевне, дочери генерал-майора князя Николая Григорьевича Щербатова. Помимо Льва, у них было ещё двое детей — Егор (1845—1880) и Виктор (1846—1894).
Лев Норд получил домашнее образование. 15 октября 1865 года поступил на военную службу унтер-офицером на правах вольноопределяющегося в лейб-гвардии Гусарский полк Русской императорской армии. 17 июля 1867 года получил первый офицерский чин — корнета. 28 марта 1871 года повышен до поручика. 17 апреля 1873 года получил чин штабс-ротмистра. 4 апреля 1876 года повышен до ротмистра.

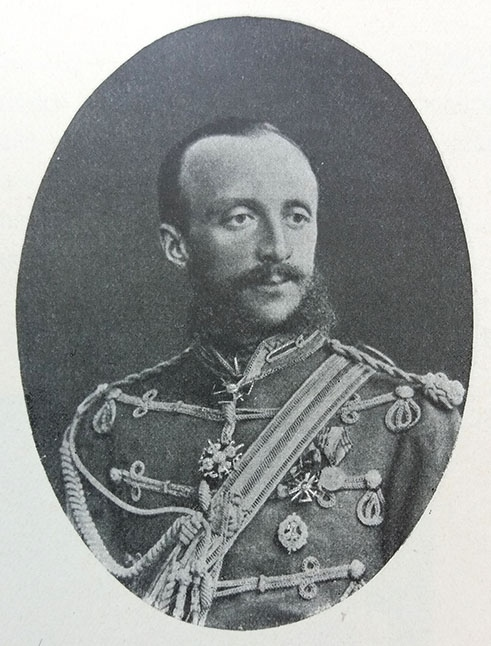
Флигель-адъютант Норд

После начала Русско-турецкой войны и сформирования Гвардейского отряда Почётного конвоя Его Величества в мае 1877 года получил под свою команду сводный полуэскадрон этого отряда, с которым сопровождал императора на театр военных действий. 20 июня 1877 года Норд со своим полуэскадроном был прикомандирован к сводной драгунской бригаде герцога Евгения Лейхтенбергского в составе летучего отряда генерал-лейтенанта Гурко. Отличился при взятии Тырнова 25 июня 1877 года, за что отмечен был орденом Святого Владимира 4-й степени с мечами и бантом (13 июля лично из рук главнокомандующего великого князя Николая Николаевича Старшего), и при переходе через Малые Балканы, в том числе в сражении при д. Уфланы 4 июля, за что был награждён орденом Святого Станислава 2-й степени с мечами. 20 июля вернулся с полуэскадроном к Главной квартире и 30 августа 1877 года пожалован во флигель-адъютанты императора.
5 октября 1877 года откомандирован от Гвардейского отряда Почётного конвоя обратно в свой лейб-гвардии Гусарский полк, где принял под команду эскадрон. В дальнейшем участвовал во всех действиях полка при продвижении армии к Адрианополю. Отличился в бою под Ташкисеном 19 декабря 1877 года и при переходе через Балканы, за что в дальнейшем был награждён орденом Святой Анны 2-й степени с мечами. 30 августа 1878 года повышен до полковника, а 30 августа 1888 года получил чин генерал-майора. Четыре года и девять месяцев служил командиром эскадрона, один год — командиром дивизиона лейб-гвардии Гусарского полка.
19 декабря 1885 года назначен астраханским вице-губернатором. 12 сентября 1888 года перемещён на пост таврического вице-губернатора. 10 марта 1889 года назначен уфимским губернатором. По свидетельству очевидца, переданного Александрой Викторовной Богданович в своём дневнике, в Уфимской губернии царил «произвол, беспорядок полный в администрации». Причиной этого якобы являлся местный вице-губернатор, который сумел полностью подчинить Норда своему влиянию и даже захватил привезённые им деньги.
Неоднократно ходатайствовал в министерстве внутренних дел об административно-территориальной реформе Уфимской губернии, которая осталась нереализованной. Также предлагал проект соединения Уральской и Сибирской железных дорог. Настаивал на оказании должной помощи переселенцам в Уфимскую губернию, запретил продажи башкирских земель частным лицам по низким ценам. Имея по должности в подчинении полицию губернии, принимал меры по пресечению неповиновения со стороны крестьян, в том числе касательно воспрепятствования ими вырубке леса, производящейся казёнными заводами. Занимая должность председателя губернского присутствия по городским делам, принимал участие в введении городового положения и реализации избирательного закона, а также в совершенствовании городского налогообложения. Также был председателем уфимского отделения Попечительства Императрицы Марии Александровны о слепых.
Лев Егорович Норд скончался в должности 19 января 1894 года в Москве в возрасте 46 лет. Похоронен на Духосошественном кладбище в Астрахани. 17 февраля того же года уфимским губернатором был назначен Николай Логвинов.

## Личная жизнь
По вероисповеданию — православный. Был холост.

## Награды
Российские
- Орден Святого Станислава 3-й степени (1871 год)[14].
- Орден Святой Анны 3-й степени (1874 год)[18].
- Орден Святого Владимира 4-й степени с мечами и бантом (1877 год)[17].
- Орден Святого Станислава 2-й степени с мечами (1877 год)[48].
- Орден Святой Анны 2-й степени с мечами (1879 год)[17].
- Монаршее благоволение (1883 год)[18].
- Орден Святого Владимира 3-й степени (1884 год)[17].
- Монаршее благоволение (1885 год)[14].
- Высочайшая благодарность (1885 год)[18].
- Орден Святого Станислава 1-й степени (1891 год)[49].

Иностранные
- Крест «За переход через Дунай» (Румыния, 1878 год)[18].
- Орден Красного орла 3-й степени (Пруссия, 1878 год)[17].
- Орден Таковского креста степени офицера (Сербия, 1879 год)[49].
- Золотая медаль «За храбрость» (Сербия, 1879 год)[17].

## В культуре
Норд фигурирует в романе «Вечная кара» о жизни революционера О. Э. Веймара, написанном писателем В. Г. Фроловым вместе с женой Е. И. Фроловой и опубликованном в 2002 году в журнале «Нева».